# Profondo rosso (album)
Profondo rosso è il primo album del gruppo musicale italiano Goblin, pubblicato nel 1975. Venne realizzato come colonna sonora del film omonimo di Dario Argento, in parte sulla base di musiche scritte dal pianista jazz Giorgio Gaslini.

## Il disco
I Goblin composero i brani della prima facciata del disco (Profondo rosso, Death Dies, Mad Puppet), mentre Gaslini risulta essere l'autore di quelli della seconda (Wild Session, Deep Shadows, School at Night, Gianna); l'introduzione del brano Wild Session, tuttavia, è interamente opera dei Goblin, dal momento che proviene direttamente da un demo di questi ultimi, Cherry Five.
Nel 2005, l'album è stato ripubblicato in una versione rimasterizzata, alla quale sono state aggiunte molte altre versioni dei brani presenti dell'album originale, tratte direttamente dal film oppure realizzate da altri artisti.
Profondo rosso è presente nella classifica dei 100 dischi italiani più belli di sempre secondo Rolling Stone Italia, alla posizione numero 59.
Nel 2015 Claudio Simonetti ne ha registrato una nuova versione per il quarantennale del film, uscita a nome Claudio Simonetti's Goblin.

## Tracce
Lato A
Musiche di Claudio Simonetti, Fabio Pignatelli, Massimo Morante, Walter Martino.
1. Profondo rosso – 3:45
2. Death Dies – 4:37
3. Mad Puppet – 6:30

Durata totale: 14:52
Lato B
Musiche di Giorgio Gaslini.
1. Wild Session – 5:40
2. Deep Shadows – 5:45
3. School at Night – 2:05
4. Gianna – 1:47

Durata totale: 15:17

### Versione rimasterizzata del 2005
1. Mad Puppet's Laughs (Opening Intro) – 0:21
2. Profondo rosso – 3:44
3. School at Night (Lullaby - Music Box Version) – 2:51
4. Death Dies – 4:43
5. School at Night – 0:54
6. School at Night (Lullaby - Child Version) – 2:19
7. Mad Puppet – 5:49
8. School at Night – 2:31
9. School at Night (Lullaby - Instrumental Version) – 2:16
10. Death Dies (Film Version - Part 1) – 2:45
11. Profondo rosso – 1:01
12. Gianna (Alternate Version) – 2:14
13. Profondo rosso – 0:41
14. School at Night (Lullaby - Celesta Version) – 2:31
15. Death Dies (Film Version - Part 2) – 2:45
16. Profondo rosso – 0:39
17. Wild Session – 5:00
18. Profondo rosso – 0:46
19. Deep Shadows (Film Version - Part 1) – 1:56
20. Deep Shadows (Film Version - Part 2) – 1:49
21. Deep Shadows (Film Version - Part 3) – 0:35
22. Death Dies (Film Version - Part 3) – 2:21
23. Gianna – 1:52
24. School at Night (Lullaby - Echo Version) – 2:27
25. Deep Shadows – 5:48
26. School at Night – 2:09
27. Profondo rosso (Re-Mix Version) – 5:14
28. Profondo rosso (Original Sound Effect) – 4:02

Durata totale: 72:03

## Formazione
- Massimo Morante: chitarre in Profondo rosso, Death Dies, Mad Puppet, Wild Session e Deep Shadows
- Fabio Pignatelli: basso in Profondo rosso, Death Dies, Mad Puppet, Wild Session e Deep Shadows
- Claudio Simonetti: tastiere in Profondo rosso, Death Dies, Mad Puppet, Wild Session e Deep Shadows
- Walter Martino: batteria in Profondo rosso, Mad Puppet, Wild Session e Deep Shadows
- Agostino Marangolo: batteria in Death Dies
- Antonio Marangolo: pianoforte in Death Dies
- Orchestra di Giorgio Gaslini in Mad Puppet, Wild Session, Deep Shadows, School at Night e Gianna